# 蝙蝠男
- 仮面ライダーシリーズ
  - 仮面ライダー > ショッカー > ショッカー怪人 > ショッカー怪人 (テレビシリーズ) > 蝙蝠男
  - 仮面ライダーシリーズ登場怪人一覧 > 仮面ライダーシリーズ第1期登場怪人一覧 > ショッカー怪人 (テレビシリーズ) > 蝙蝠男

蝙蝠男（こうもりおとこ）は、仮面ライダーシリーズ第1作『仮面ライダー』およびその派生作品に登場する怪人。
ここでは、関連するバットや吸血人間、コウモリオーグについても解説する。

## 『仮面ライダー』に登場する蝙蝠男
『仮面ライダー』第2話・第13話・映画『仮面ライダー対ショッカー』に登場。第2話劇中では人間蝙蝠と名乗る。
コウモリをモチーフとする改造人間。蝙蝠男の音波に反応して人間をコントロールする頭脳を持ったビールス（新型ビールス）を、マンション内で実験している。危機を察知すると、自己催眠で仮死状態になる。レース場に現れた時や仮死状態の時は人間の姿になっている。翼にある目覚めのトゲには、ビールスの血清が仕込まれている。設定では毒針を武器に持っているとされる。
人体実験を兼ねてモデルの山野美穂を操り、本郷猛を襲わせる。美穂の住んでいたマンションを訪れた本郷を吸血人間らとともに襲うが、本郷が変身した仮面ライダーと戦い不利に陥ると、マンションの一室にて自己催眠で仮死状態の人間の姿となり、吸血人間にまぎれて本郷をやり過ごす。自己催眠から目覚めると、本郷を追ってきた緑川ルリ子に本郷が緑川博士を殺害した証拠を教えると嘯き、近づいた隙にビールスを感染させる。ルリ子を人質として本郷に服従を迫るが、血清の存在を知った本郷に反撃されて翼をもがれた後、ライダー投げでマンションの屋上から落とされ、倒される。
第11話ではゲバコンドルのアジトに肖像画が飾られている。
第13話では、再生怪人の1体として登場。さそり男とともに東洋原子力研究所を襲撃して守衛を殺害するが、バーリヤに阻まれて撤退する。その後、他の再生怪人たちと共にトカゲロンに率いられて出撃するが、仮面ライダーに殴り倒されたうえにトカゲロンの大爆発に巻き込まれ、死亡する。
映画『仮面ライダー対ショッカー』では、死神博士に率いられた再生怪人の1体として登場。地獄谷で珠美と方程式の交換を行う死神博士を援護すべく出現するが、大道寺に変装した本郷が死神博士を拘束した際、命と引き換えにした死神博士の命令で全員とも戦うことなく撤退する。同映画の脚本では、飛行怪人の1体としてゲバコンドルとともに仮面ライダーと戦う描写が存在したが、映像ではプラノドンとギルガラスに変更された。
第5話から第13話までのオープニング映像にも登場している。
- 演（人間体） - 佐野房信[出典 6]
- 声 - 峰恵研（第2話）、市川治（第13話）[14]
- スーツアクター - 佐野房信[出典 7]
  - 佐野は、自身が演じた怪人でも特に思い入れがあると述べている[22]。
- 石ノ森章太郎による検討用デザインでは背中に翼が生えており、原作漫画版ではこのデザインで登場している[出典 8]。
- 1972年に毎日放送が雑誌『テレビマガジン』とのタイアップで開催した「ショッカー怪人人気コンテスト」では、「いちばんこわい怪人部門」で第1位を獲得した[5]。

### 吸血人間
テレビ『仮面ライダー』第2話に登場。名称は書籍『仮面ライダー超全集 1号・2号・V3・ライダーマン』より。
蝙蝠男のビールスに感染した人間。顔に隈取状の模様と牙が現れ、他の人間を襲ってビールスを感染させていく。蝙蝠男が自己催眠に入ると吸血人間たちも眠る。蝙蝠男が倒された後には昏倒していたが、本郷が確保した血清によって元に戻り、目覚める。
山野美穂
第2話「恐怖蝙蝠男」に登場。ファッションモデル。
モトクロス大会の優勝者に花束を渡すプレゼンターという仕事の前日、蝙蝠男に噛まれてビールスに感染する。翌日、蝙蝠男に操られて本郷に噛みつこうとするが、彼に蹴られて絶命する。このことがきっかけで本郷はショッカーの関与に気づき、美穂の住んでいたマンションを訪ねることとなる。

## バット
『仮面ライダー THE FIRST』では、テレビドラマおよび原作漫画のリメイクとしてコウモリの能力を付加された、バットというコードネームの改造人間が登場。エキセントリックでヒステリックな口調の黒マントの男性が、専用のマスクを装着することによって特殊強化服が瞬時に身を包み、変身する。
改造人間候補者の拉致や確保を主な任務としており、本郷もバットによって拉致される。
翼を持つ動物の能力を備えていることから、飛行能力を有するマントによって空を自由に飛んだり、体を建物の壁に固定してターゲットを待ち伏せたりするほか、マントの内側に収納された小型のメカコウモリとレーダー能力が増幅されたマスクを使っての偵察も行う。また、前述の隠密活動の延長線上として街中での襲撃を行う場合があるため、特殊強化服には身を周囲の風景に溶け込んで隠すことができるステルス機能も有する。腰のホルスターにはブーメランが収納されていたが、劇中では未使用に終わった。
戦闘は配下に任せ、自身は格闘戦を避ける傾向にあるが、ショッカーアジト付近での最終決戦時には、改造人間候補者に選ばれたあすかをショッカー基地に拉致してスネークとコブラの戦闘に加わり、高速ダイブや回し蹴りで応戦するが、1号と2号のダブルキックを受けて爆死する。
- テレビドラマおよび原作漫画の怪人こうもり男のリメイク。カラーリングイメージはテレビドラマの蝙蝠男のものが受け継がれている[31]。改造によって飛行能力を得たことをコスチュームで表現するため、強化服ではなくマント系のものとなった[32]。
- 演 - 津田寛治
  - 津田は、バットの改造前としてその容貌からショービジネスの関係者と推測していたという[33]。
- スーツアクター - 荒川真[34]

## コウモリオーグ
『シン・仮面ライダー』では、テレビドラマおよび原作漫画のリメイクとして人間とコウモリの合成オーグメントであるSHOCKERの上級構成員が登場。
SHOCKERの生化学主幹研究者であり、白いスーツや白衣を纏う科学者然とした風貌で、ステッキと帽子を手にすることもある。自身の研究を否定した緑川弘を嫌い、いっさい他人を信用しておらず、人間を指ひとつで死に至らしめる「作品」であるバットヴィルースの研究に単独で没頭し、ヴィルースによって人口削減させ、生き残り、選ばれた人間の幸福を実現させようとするなど、己の欲望のままに活動する。普段は翼を隠しているが、展開することで高速飛行が可能。人型ドローンであるヒト型等身大対人兵器を使用する。
- 演 - 手塚とおる[35][36]
- デザインは前田真宏が顔[38][41]、出渕裕がエンブレムを担当[出典 10]。一部デザインは手塚の写真を基に作成された[41]。人間そのものが異形の姿であるオーグメントとなり、マスクを被ってそれを隠しているが、コウモリオーグはマスクを被っていない素顔の状態となっている[42][38]。原典をリスペクトしているが、生々しい造作を鼻と口の部分に入れている[44]。当初は蝙蝠型のドローンを使用するという設定であった[40]。
- 庵野秀明のこだわりにより、原典と同じ位置（耳の後ろ下）にはチャックが付けられている[45]。

## 漫画作品に登場する蝙蝠男

### 石ノ森章太郎の漫画版
石ノ森章太郎による漫画『仮面ライダー』では、テレビ版以上にコウモリ似の姿に描かれている。デザインはテレビ版の検討用デザインをほぼそのまま使用している。
牙で人間の首筋に咬み付き、人間を自由に操る「バット=ウイルス」を注入する吸血怪人。ウイルスに侵された人間は牙が生えて他人に咬み付き、ウイルスに感染させて仲間にしてしまう。ウイルスに侵された者は、強い衝撃を受けると身体が灰のように崩れ落ちてしまう。また、両手の爪には痺れ毒を帯びている。背中から翼が生えており、その親指にあたる爪にウイルスの血清が仕込まれている。
くも男と戦った直後の仮面ライダーを襲うが、空中から落下させたことで風力エネルギーを与えてしまい、反撃を受けて撤退する。その後、血清の研究で疲れた本郷を奇襲してウイルスを注入するが、彼が不完全ながらも血清を作って自らに投与していたために逆襲され、血清を含んだ翼を引きちぎられた後、墓碑の十字架で胸を貫かれて息絶え、塵と化す。

### その他の漫画作品に登場する蝙蝠男
- すがやみつるによる漫画『仮面ライダー』では、ショッカーの残党としてプラノドンと共にイソギンジャガーの作戦に参加[47]。ライダーパンチで片腕を吹き飛ばされ、プラノドンを巻き込む形で爆死する。
- 山田ゴロによる漫画『仮面ライダー』では、『テレビランド』1978年10月号付録掲載の「仮面ライダー誕生!!」に登場[48]。緑川博士を殺害した後、くも男とともに本郷を襲う。
- 村枝賢一による漫画『新 仮面ライダーSPIRITS』の過去編では、死神博士による命令のもと、『仮面ライダー』第13話に相当する時点で一文字隼人の捕獲に従事していたことが明かされる。現代編では、東京湾のショッカー基地でビルを飛行する姿が描かれている。また、同作品の前身に相当する漫画『仮面ライダーSPIRITS』第1話では、この蝙蝠怪人とは別の蝙蝠怪人がショッカーの残党として登場している（詳細は#関連キャラクターを参照）。

## 小説作品に登場する蝙蝠男
- 小説『KIKAIDER00』では、スカルマン（旧1号）が戦う怪人のイメージとして登場。
- 小説『S.I.C. HERO SAGA MASKED RIDER DEN-O EDITION -1971年4月3日-』では、ネガタロスが構想する「ネガタロス軍団（決）」のメンバーとして登場。構想のみで戦闘シーンはない。

## コンパチヒーローシリーズ
- ゲーム『SDザ・グレイトバトル 新たなる挑戦』では、2面に戦闘員と共に雑魚敵として登場。
- ゲーム『スーパー特撮大戦2001』では、ショッカーの怪人として登場するが、ゲルショッカーやデストロンの出現後も登場。
- ゲーム『ロストヒーローズ』では、ビギナーズ・キューブとアジト・キューブで登場。

## その他の作品に登場する蝙蝠男
- 絵本『ぼく、仮面ライダーになる! オーズ編』では、アンちゃん（主人公の妹）を攫い、手下にしようとする。

## 関連キャラクター
コウモリ怪人（ショッカー）
小説『仮面ライダーEVE-MASKED RIDER GAIA-』に登場するオリジナル怪人。蝙蝠男の要素が含まれている。かつて壊滅したショッカーの残党。『仮面ライダーEVE』は、石ノ森章太郎の漫画『仮面ライダー』の続編ではあるが、上記の蝙蝠男とは別の個体。また、同名ではあるが、後述のテレビドラマ『仮面ライダーBLACK』のコウモリ怪人とも無関係。
大コウモリ怪人
漫画『仮面ライダーSPIRITS』に登場するオリジナル怪人。蝙蝠男の要素が含まれている。かつて壊滅したショッカーの残党。ビールスに感染した蝙蝠人間も同様。『仮面ライダーSPIRITS』は、テレビ『仮面ライダー』の設定を引き継いでいるが、上記の蝙蝠男とは別の個体。

### 「クモ」「コウモリ」の組み合わせ
『仮面ライダー』第1話と第2話に登場した蜘蛛男と蝙蝠男のオマージュとして、『仮面ライダーアマゾン』のクモ獣人と獣人吸血コウモリを皮切りに、「クモ」「コウモリ」の組み合わせは物語の序盤や重要な役回りとして使用されている。
獣人吸血コウモリ
テレビドラマ『仮面ライダーアマゾン』第2話に登場するコウモリモチーフの怪人。第2話に登場するという点は、蝙蝠男を踏襲している（第1話にはクモモチーフのクモ獣人が登場し、「クモ」「コウモリ」の組み合わせとなっている）。
コウモルジン
テレビドラマ『スカイライダー』第3話に登場するコウモリモチーフの怪人（第2話にはクモモチーフのクモンジンが登場し、「クモ」「コウモリ」の組み合わせとなっている）。
コウモリ怪人（ゴルゴム）
テレビドラマ『仮面ライダーBLACK』にサブキャラクターとして登場するコウモリモチーフの怪人（第1話にはクモモチーフのクモ怪人が登場し、「クモ」「コウモリ」の組み合わせとなっている）。
ズ・ゴオマ・グ
テレビドラマ『仮面ライダークウガ』にサブキャラクターとして登場するコウモリモチーフの怪人（第1話にはクモモチーフのズ・グムン・バが登場し、「クモ」「コウモリ」の組み合わせとなっている）。
コウモリ男（ネオ生命体）
映画『仮面ライダーZO』に登場するコウモリモチーフの怪人（クモモチーフのクモ女が登場し、「クモ」「コウモリ」の組み合わせとなっている）。
バット型素体ロイミュード
テレビドラマ『仮面ライダードライブ』に登場するクモモチーフの怪人。同作品に登場するスパイダー型素体ロイミュードとは『仮面ライダー』にちなみ、「クモ」「コウモリ」の組み合わせとなっている。